# Bull Brigade
Bull Brigade és un grup de punk rock de Torí d'orientació antifeixista i vinculat al moviment obrer. Ha compartit escenari amb artistes com Ska-P, 99 Posse, Cock Sparrer, Cockney Rejects, Booze & Glory, The Exploited, Sham 69 i Anti-Nowhere League, entre d'altres.

## Història
Bull Brigade es va formar l'any 2006 a partir de l'experiència de les bandes anteriors Bad Dog Boogie i Banda del Rione. Al cap de dos anys va publicar el seu àlbum de debut Strade smarrite. El 2016 va publicar el segon àlbum Vita libertà.
El 2018 es va publicar un EP compartit amb Non Servium titulat The Chaos Brotherhood. El 2021 va publicar el tercer àlbum Il fuoco si è spento. L'any 2023 la cançó «Sommersi», pertanyent a l'àlbum Il fuoco si è spento, es va incloure a la banda sonora de la sèrie d'animació de Zerocalcare Questo mondo non mi renderà cattivo. A la sèrie el dibuixant també va retratar la banda a l'escenari.

## Discografia

### Àlbums d'estudi
- 2008 – Strade smarrite
- 2016 – Vita libertà
- 2019 - United & Strong (compartit amb Curasbun)
- 2021 – Il fuoco non si è spento

### EP
- 2016 – Héritiers Des Luttes D'hier, Militants D'aujourd'hui (compartit amb Action Sédition)
- 2018 – The Chaos Brotherhood (compartit amb Non Servium)